# 保兰·里瓦
保兰·里瓦（法語：Paulin Riva，1994年4月20日—），法国男子橄榄球运动员。他曾代表法国七人制国家队参加2024年夏季奥林匹克运动会男子七人制橄榄球比赛，获得一枚金牌。